# Benedikt Winkler
Benedikt Winkler (* 1579 in Salzwedel; † 1. Juni 1648 in Lübeck) war ein deutscher Jurist in der ersten Hälfte des 17. Jahrhunderts.

## Biografie
Der aus Salzwedel stammende Winkler studierte Rechtswissenschaften an der Universität Leipzig und gab dort 1615 sein frühe naturrechtliche Ansätze beinhaltendes Werk Principiorum juris libri quinque heraus. 1616 wurde er von der Universität Basel zum Dr. jur. promoviert. Er ging nach Lübeck, wo er zunächst zweiter Syndicus und 1630 erster Syndicus des Rates wurde. Als solcher vertrat er die Hansestadt 1639 gemeinsam mit dem Ratsherrn Hermann von Dorne in Stade als Vermittler in einem Streit zwischen dem späteren dänischen König Friedrich III., der als Friedrich II. 1634–1648 Erzbischof von Bremen war, und dem Rat der Hansestadt Bremen. Noch kurz vor seinem Tod war er als Gesandter Lübecks bei den Krönungsfeierlichkeiten für König Friedrich III. von Dänemark am Hof von Kopenhagen.
1634 kaufte er das Haus Königstraße 81.
Sein Sohn war der Lübecker Bürgermeister Anton Winckler.

## Schriften
- Principiorum juris libri quinque, Leipzig 1615